# Tricalamus xianensis
Tricalamus xianensis är en spindelart som beskrevs av Wang 1992. Tricalamus xianensis ingår i släktet Tricalamus och familjen Filistatidae. Inga underarter finns listade i Catalogue of Life.